# 臺灣大學土地公廟
臺灣大學土地公廟，又稱臺大土地公廟、臺大福德宮、臺大伯公亭，坐落於國立臺灣大學位於臺北市公館地區的校總區校地內，臺大尊賢會館與國立臺灣大學第二學生活動中心之間。主祀「竹仔林福德正神」。雖然該廟建築並不大，但由於位處臺大校地內，每逢考季便會吸引許多考生與考生家屬前往參拜，因此香火鼎盛。另外在國立交通大學、國立清華大學等臺灣知名大專院校內，亦有土地公廟的存在。現該廟連同一旁的尊賢館的土地產權皆屬國立臺灣大學校方所有。

## 歷史
臺灣大學土地公廟建於臺灣清領時期，有200多年歷史。2000年，臺大校方為興建活動中心與尊賢會館，收回羅斯福路四段校地並欲拆遷建築基地後側的土地公廟，引發當地民眾抗爭，但校方認為該地乃是廟方長期占用。經多次協調，時任臺大校長陳維昭在土地公前擲筊，結果土地公表示願往南遷移一些，但不希望離開台大校園。廟方隨後並在建地上擲筊，取得土地公同意，暫時將其神像安奉在水源市場。2004年9月，臺大校方與土地公管理委員會完成協商，確認新廟設計型式，並以「伯公亭」名稱設計取得建照，開始在原址南邊重建。2006年11月，新廟完工，並將土地公迎回臺大供奉。

## 供奉神祇
- 主祀：福德正神。
- 配祀：土地婆、五營神將、虎爺。

## 外部連結
- 臺大伯公亭的Facebook專頁